# Simbi
Pour les articles homonymes, voir Simbi (homonymie).
Dans le Vaudou haïtien, Simbi (ou Sim'bi) est une famille de lwa serpents très étendue, originaire de l'Afrique centrale (région du Congo) et occidentale.
Ce sont les gardiens des sources et des points d'eau. Les fidèles possédés par ces esprits ont pour coutume de se jeter dans une rivière ou un étang lors de la transe. Leurs doublets catholiques sont les Rois mages. À l'origine, le terme "Simbi" désigne dans la langue Kongo  un esprit ou un génie. Il y avait dans les croyances de ces peuples d'Afrique centrale des esprits féminins liés à l'eau et aux serpents appelés "Simbi bia Maza". Les Simbi (pluriel Bisimbi en Kikongo) d'Haïti ont donc pour racines les Simbi bia Maza du Kongo.
Dans le Vaudou haïtien, les lwas Simbi,,, comprennent Simbi Dlo (ou Simbi d'l'eau), Simbi Makaya, Simbi Andezo (Simbi des deux eaux), Gran Simba, Simbi Ganga et Simbi Anpaka. 
Le Simbi Makaya est un grand sorcier vénéré en particulier dans les sociétés secrètes Sanpwel. Simbi Anpaka est un lwa des plantes, des feuilles et des poisons. On leur attribue le don de clairvoyance. Le Simbi Ganga est quant à lui un lwa militarisé[pas clair].
Dans le Palo Mayombe, pratiqué à Cuba, les Simbi sont appelés Nkitas. Ils sont alors considérés comme des esprits de la nature en général, aussi bien des arbres que des sources d'eaux ou alors que de montagnes. À ce titre, ils peuvent être considérés comme les équivalents des nymphes et des satyres de la mythologie grecque.